# 11803 Turrini
11803 Turrini este o planetă minoră (asteroid), cu un diametru de 5,772 km, din centura de asteroizi. A fost descoperită pe 1 martie 1981 la Observatorul Siding Spring de Schelte J. Bus și a fost numită după Diego Turrini⁠(d). 
Obiectul prezintă o orbită caracterizată de o semiaxă mare de 3,0408374 UAi, o excentricitate de 0,12, o înclinație de 13,95462 ° în raport cu ecliptica.